# UNMOGIP
Il Gruppo di Osservatori delle Nazioni Unite tra l'India e il Pakistan (UNMOGIP dall'inglese United Nations Military Observer Group in India and Pakistan) è una missione delle Nazioni Unite al confine tra l'India e il Pakistan.
La missione, creata nel 1948 con la risoluzione 47 del Consiglio di Sicurezza delle Nazioni Unite, aveva il compito di monitorare il cessate-il-fuoco nelle regioni del Kashmir e del Jammu.
Dal 1972 l'UNMOGIP ha il compito di verificare il rispetto della linea di confine decisa da entrambe le parti.
I paesi contributori di personale militare sono: Cile, Croazia, Danimarca, Finlandia, Italia, Repubblica di Corea, Svezia e Uruguay.
Attualmente il contingente è composto da 41 militari e 23 civili, il comandante della missione è il generale sudcoreano Kim Moon Hwa.